# 欲望の聖女 令嬢テレジア
『欲望の聖女 令嬢テレジア』（よくぼうのセイント れいじょうテレジア）は、テレジア・カバリュスを題材とした藤本ひとみの小説『令嬢テレジアと華麗なる愛人たち』を原作とした森園みるくによる漫画作品。『女性セブン』（小学館）にて連載された。単行本は全12巻。

## あらすじ
平民の身ながら、裕福な銀行家の家庭に育ったテレジアは、伯父との道ならぬ恋の始まりを皮切りに性の悦びに目覚め、数々の男性をその美貌と肉体で魅了しながら、さらに機転のきく才知で幾多の苦難を切り抜け、フランス革命を終結させ、激動の時代を生き抜く。

## 主な登場人物

### 主人公
テレジア・カバリュス
本作の主人公。12歳まで生家でなく乳母のところや、寄宿学校で育つ。美貌と知性と行動力を兼ねそろえており、父親は貴族ではないが裕福な銀行家、年齢より見た目も精神年齢も大人っぽく、早熟な少女。
恋愛に対しては好きになった男には積極的で「我慢するのは弱い人間、私はそんな弱い女ではない」が口癖だが、恋が破れるとすっぱり諦める潔さを持っている。
かなり美意識が高く、おしゃれには手を抜かない。流行は取り入れるものの「誰かの流行に乗るなどつまらない、自分自身がファッションリーダーになる」という野心を持っている（前開きのドレスや、ギリシア風の露出度の高いドレスを好んで着ている）。
知性も大変高く、侯爵夫人時代は、侯爵夫人としての雑務をテキパキとこなし、侯爵の友人の革命家たちと接するうちに、革命に関しても詳しくなる。
ミラボーが死去して立憲王政派の地位が地に落ち、かわってロベスピエールらが政権を握るようになると、立憲派と親しくしていたテレジアとフォントネー侯爵は離婚の前に、テレジアの叔父ドミニクがいるボルドーに逃亡。ボルドーに着くと同時にフォントネー侯爵と離婚する。
フォントネー夫人としてパリにいたころまでは、革命はファッション程度でしか考えてなかったが、ロベスピエールが実権を握って恐怖政治になると、ボルドーでラモットを戦争で殺されたのもあってか革命を憎むようになりボルドーの実力者、タリアンを筆頭にロベスピエール派の革命家たちに「人は殺しあうより愛し合うべき」と誘惑しながら教えを説き懐柔し、のちに反革命を疑われている人物のために通行許可証を、彼らを使って手に入れ逃亡の手助けをする。
そこで、ロベスピエールに目をつけられ、タリアンを追ってパリに戻った時についに捕らえられる。
ロベスピエール曰く「高潔な革命闘士を堕落させる毒婦」。ロベスピエール失脚後には釈放されテルミドールの女神と崇められ、タリアンと結婚する（藤本ひとみの小説では、その後タリアンと別れて、タリアンの同士のバラスと一緒になったことも告白しているが、この漫画ではそこと、ナポレオンの妻ジョゼフィーヌと親友だったことは触れていない）。
最終回の決め台詞は「人は自分の人生に自信を持って、人生を楽しむべき、だからあなたも楽しみましょう人生を」で終わっている。
彼女の容姿は、誰もが「美しい」というほどの絶世の美女で、黒に近い褐色ののウェーブの長髪に、グラマーな体つきが特徴。

### 結婚前
マクシミリアン
テレジアの伯父で、彼女の初恋相手。仕事がないためにテレジアの家に居候する（テレジアの母の兄でもある）。寄宿学校から家に戻ってきたテレジアの遊び相手となり、恋が芽生える。
娼館でテレジアの初体験の相手となる。テレジアが性の喜びに目覚めるきっかけとなった人物でもあるが、姪であるテレジアとの結婚を妹（テレジアの母）に懇願して、家を追い出され、テレジアにも見切りをつけられる。ボルドーでテレジアと一度再会した時も相変わらずの無職ぶりで、とっくに愛想をつかされていた。
アレクサンドル
テレジアが社交界デビューする際に世話になる、ラボルド侯爵の長男。金髪で繊細な少年。テレジアと恋に落ちるが、父親にそのことが原因で牢獄に入れられ、テレジアはアレクサンドルを救うために、侯爵に頼み別の男との情事をアレクサンドルに見せつけて、アレクサンドルに自分を嫌いにさせることに成功する。これによりアレクサンドルは助かり、テレジアは侯爵の後ろ盾で社交界デビューできるが、恋には破れる。侯爵が反対した理由は、テレジアが貴族の娘でないからであり、テレジアが古くからの大貴族に不信感を持つ事件となる。
カバリュス夫妻
テレジアの両親。豪快な銀行家の父と美しいスペイン人の母。共に早熟で、大恋愛での結婚。テレジアが早熟で行動的な娘になったのは、この二人の血筋である。

### フォントネー侯爵夫人としてのパリでの時代
ジャン・ジャック
フォントネー侯爵。新興貴族で、高等法院判事。赤毛で身長は低く、結婚した時の年齢はテレジア15歳、ジャック25歳。社交界でテレジアと出会い、相思相愛になる前に結婚したためか、初夜の頃からテレジアを手荒に扱うが、彼女が結婚前に他の男性と肉体関係を持っていた事を知って、暴力を奮う。さらに家の女中との情事をテレジアに見つかり、彼女に見切りを付けられる。
この事件をきっかけにテレジアはジャックにこれからは、お互いそれぞれ愛人を持つことを提案する（当時の貴族は夫婦で別の愛人を持つことが珍しくなかった）。
ジャックはテレジアに同じ相手と1年以内で別れるなら良いと承諾して、仮面夫婦となる。三部会の議員に立候補するも落選するとさらに自暴自棄になり家の雑用をすべてテレジアに押し付けて、女中と不倫の後は娼館に入り浸っていたので、使用人たちもテレジアについている。のちに革命が起き離婚法が成立すると、離婚することとなる（多くの愛人がいるが、手荒に扱ったテレジアにも未練があるようなところもある）。
フェリクス
テレジアの二番目の恋人のアレクサンドルによく似た金髪の美男子の近衛兵。テレジアが侯爵と仮面夫婦になった後に、フォントネー家の舞踏会で同じ快楽主義者ということもあり、テレジアと意気投合して愛人となる。テレジアとの間に一男をもうけるも、その男子はフォントネー家の嫡子として、育てられることとなる。ジャックは子供が自分の子供でないことは承知だが、外での対面を気にする性格上、しぶしぶ嫡子とすることを認める。1年以上付き合えないので別れるはめになる。テレジアはその後も未練があったが、のちにアレクサンドル・ラメットの兄の妻の愛人になったことを知り、完全に諦める。
アレクサンドル・ラメットジャックの友達で、三部会の議員で兄とともに軍人兄弟。戦闘に喜びを感じる軍人気質の持ち主。黒髪の美男子で、マリー・アントワネットからも言い寄られたこともあるが、王妃は贅沢で好みでないと振った経験もある。テレジアを最初は幼い細君と見ていたが、フェリクスと別れた後のテレジアに言い寄られ、恋仲になる。その後　ミラボー達の策略で美人革命家のテロワーニュと関係しているところをテレジアに見つかり気まずくなり、その後、軍人だったのでラファイエット将軍と敵地に出ていたところ革命が激化して、そのまま敵軍に身を投じてフランスには戻らず、テレジアとの仲が終焉となる。
ミラボー
革命初期は三部会の議員の一番の実力者。ムーニエのような自己中心な王党派もロベスピエールのような潔癖過ぎる過激派でもダメで、王の権利も守り民衆の権利も守る自分たち立憲王政派が一番とテレジアに説く。
テレジアの革命思想に影響を及ぼす。不細工だが女たらしでテレジアにも執着するが、男性としてはテレジアには相手にされなかった。ラメットとテレジアに嫉妬してラメットにテロワーニュという美人革命家を押し付けたりすることもあり、さらに、王妃に賄賂をもらうかわりに、王家の地位を安全なものにするようにしていたが、その最中に過労と女と遊びすぎて死去する。その後、後ろ盾を失った王家はヴァレンヌに逃亡する。立憲王政派の実力者の彼の死後、ロベスピエールら王家反対の急進派が権力を持つことになる。テレジア曰く「革命が希望に満ちたものから、暗く混沌とした時代になる」
テロワーニュ・ド・メリクール
もと、高級娼婦出身の男装の美人革命家。常に乗馬服を好んで着ており、当時10代のテレジアよりはかなり年上。テレジア以上の豊満な肉体美の大人の女の色気でテレジアを嫉妬させたりする。
サロンを開き、ミラボーら三部会の議員たちと交流もあり、ミラボーに命令されて、アレクサンドル・ラメットを手荒に虐待に近い形で誘惑して性的関係を持ち、ラメットが虐待により性的興奮をすることを自覚させる。（その後テレジアもテロワーニュを真似てラメットに同じことをする）
マリー・アントワネット
いろんな漫画に登場する有名人だが、この漫画では、プライドが高く、王弟アルトア伯爵と結託して国王に平民に屈するなと脅したり、何としても王家を守ろうとする女性として登場する。女たちのヴェルサイユ後進によりパリに移ると、ミラボーに賄賂を渡して王家の安全を守ろうとするが（内心では不細工なミラボーが嫌いだった）、ミラボーが死去すると後ろ盾を失い、愛人のフェルセンの手によりヴァレンヌに逃亡する。失敗して戻ってくると今度はバルナーヴを誘惑して身を守ろうとし、さらにフランス軍の機密をオーストリア軍に売ったりして、それがバレて、ついに暴動が起き失脚する。やがて処刑。
ルイ16世
王妃と違い、平民のことも考える、優しい国王。平民から憎まれてる王妃とは違い、革命初期の頃は「国王がいての我々」と慕われ、パリに移ってからも国民から手厚くされるが、王妃にそそのかされ、ヴァレンヌに逃亡して失敗して帰還する時には、国民から「国王がいなくても日は昇る」と言われ、王妃同様裏切り者と憎まれるようになり、やがて処刑される。
バルナーヴ
テレジアの取り巻きの三部会の議員の一人。美男子で最初テレジアに気があったが、特に進展はせず、やがて逃亡後のマリー・アントワネットと仲良くなり、後に処刑される。
ラファイエット
ヴェルサイユ後進で、国王と国民の仲を取り持ち、アメリカ独立戦争でも有名な将軍。ミラボーが嫉妬するほどの人気者になるが、ヴァレンヌ逃亡の後に責任を問われ人気が凋落、ラメットとともに戦地で敵軍に身を投じる。
テオドール
テレジアの息子で本当の父親はフェリクスだが、テレジアはフォントネー侯爵夫人なので、ジャックの息子ということに世間的にはなっている。（ジャックも承知ずみ）
ジャックは本当の息子でないので、当然、彼には冷たい。離婚前は乳母のところで育ち、離婚後は当然テレジアに引き取られ、大人しく優秀なので寄宿学校に入学できて、母親のテレジアとはあまり一緒にいないが、彼女のことは信頼している。

### 離婚後のボルドーでの時代
タリアン
テレジアが侯爵夫人だったころから登場。最初、テレジアの肖像画の品評会で、肖像画の褒め方をテレジアに絶賛されて、以降テレジアはタリアンを気にかけるようになるが、その頃別の恋人がいたので、何もなかった。
後に革命自治会の書記長になり、やがてロベスピエールによりボルドーに派遣されボルドーの権力者となる。最初はボルドーで反革命人物をたくさん処刑することに生きがいを見出していたが、簡単に人が処刑されることを憎悪したテレジアに誘惑され、さらにテレジアから、「人は殺し合うより、愛し合うべきである」と教えられ懐柔され、テレジアのいうまま、処刑者の数を格段に減らして、ボルドーの民衆から慕われる。そこでテレジアと事実上の夫婦となり、テレジアはこのころから「タリアン夫人」と呼ばれるようになる。だが、処刑者の数の激減に不審を抱いた、ロベスピエールに狙われるようになり、最初はとまどっていたが、テレジアから「ロベスピエールは革命の一部にすぎない、彼と戦いましょう」といわれ、決心する。
やがてパリに戻され、追ってきたテレジアが投獄され、処刑寸前のところを、テレジアの提案で、同じようにロベスピエールに狙われてる議員達と結託してテルミドールのクーデターを起こしロベスピエールを失脚させる。最終回では、テルミドールのクーデターで監獄から解放されたテレジアと手をつないで、颯爽と市民の前に現れる。
性格は、基本的にはお人よしで流されやすい性格だが、気性が激しい面もあり、テレジアと他の男性の仲に嫉妬して、テレジアをウンザリさせるところもある。
ドミニク・カバリュス
テレジアの叔父、ボルドーで海運会社を経営する実力者。ボルドーに移り住んだテレジアの後見人でもある。
ドミンゴ
テレジアの上の弟で、若くして結婚して子供もいる。
フランシスコ
テレジアの下の弟で、兄と違い独身。テレジア同様叔父に面倒を見てもらっており、姉のテレジアを大事に思っていて、他の男と仲良くすると嫉妬したりする。
ラモット
ボルドーの軍人で、テレジアがボルドーにやってきてジャックと離婚して間もない頃に、親友の軍人のエドワールとともにテレジアに出会い一目ぼれして、テレジアの取り巻きに加わる。
旅行先で、テレジアをめぐりエドワールと決闘をして負けるものの、テレジアから「私は決闘の商品ではない。もしあなたがたが死ぬ前に私に何を残してくれる」という問いかけに、「君の顔に傷をつける、だがよほどの覚悟がないと無理。それを可能にするのが君への恋」という回答をして、テレジアから選ばれ恋人になるも、すぐに軍から召集命令がきて、ミラノの戦地に行くこととなる。
そこでオーストリア軍との戦いで戦死をしてしまい、テレジアは深く悲しむ。この事件をきっかけにテレジアは戦争と革命政府を憎むこととなる。
フォンフレード夫人
ジロンド派の議員の妻でテレジアが来るまではボルドーの女王的存在だったが、テレジアの人気に嫉妬して、悪い噂を流したりして、嫌がらせをする。夫がジロンド派のため逮捕されると、一変してテレジアに助けを求める。テレジアは明日は我が身と思い、タリアンをそそのかして彼女を救う。以降テレジアの協力者となる。
ガクソット
ボルドーの監視委員会の委員で、タリアンよりずっと年長なのに、下の扱いなのが気にいらずに、タリアンがボルドーで悪行をしている等、パリの公安委員会に告発したり、タリアンを暗殺しようとして嫌がらせをする。テレジアにもタリアンの留守中にボルドーの監獄に投獄したり醜聞を流したりして、危害を加える。テレジアはこの男を何とかしないと身の破滅とタリアンに懇願するも、タリアンは最初のうちは持ち前の人の良さで拒否する。
そこで、テレジアは身の危険を感じ、メイドのフルネルにかつての恋人フェリクスへの恋文を書かせて、それが監視委員の彼の手からタリアンに渡りタリアンは激怒してテレジアを責めるが、テレジアは「これは私の筆跡では無い、ガクソットが私と貴方の仲を裂くためにしくんだこと」といい、タリアンは筆跡がテレジアのではないのでテレジアを信じ込み（そのためにわざとメイドに書かせた）ガクソットに激怒し、彼を失脚させる。（テレジアが恋文が監視委員の彼らの手に渡ることを承知のうえでの、自分達に危害を加えるガクソットを逆に陥れるためにしくんだ事件である）
イザボー
タリアンと同時期に派遣された派遣議員。タリアン同様、最初は処刑数を増やそうとしていたが、パリにタリアンが召喚されると、テレジアに誘惑され、命の大切さを諭され、テレジアの味方になる。後に反革命容疑で召喚されるが、「殺し合いより愛し合うことの大切さを君に教わった」と言って、テレジアに感謝しながら別れる。タリアンより屈強で無骨な人物。
ラコンブ
軍事委員会委員長。イザボーと同時期に、テレジアに誘惑され、懐柔される。イザボーと違い、テレジアに虐待されることに喜びを感じる嗜好の持ち主だが、嫉妬深い一面も。テレジアに頼まれて、通行許可証を反革命容疑者へ横流ししていたが、最後は発覚して監獄に入れられる。テレジアに誘惑される前は真面目で堅物な人物だった。
フルネル
ボルドーでのテレジアお抱えのメイドで、テレジアの反革命容疑者の救済活動の手伝いもする性格の良いメイド。年齢はテレジアより少し上だが、テレジアに忠実である。救済活動の際投獄される。彼女を助けようと、テレジアはジュリアンに戦いを挑む。テレジア同様、テルミドールのクーデターで釈放される。（牢獄は別）
マルク・アントワーヌ・ジュリアン
世間には表だって実態が知られていなかったが、タリアンやイザボーがパリに召喚された後に、ボルドーにロベスピエールの密偵として派遣され、新たに実権を握る。長身で黒髪の美青年だが、実はこの男はマルク・ジュリアンと言い、操り人形のようなもので、実際はアントワーヌ・ジュリアンという金髪の美少年が司令塔でこの男を操っていたにすぎなかった。
表だって活動して見せかけているマルク・ジュリアンと、裏で彼に指令をだす、ロベスピエールの秘蔵の子アントワーヌ・ジュリアンで二人一緒でロベスピエールの目と言われる、二人でマルク・アントワーヌ・ジュリアン。
（アントワーヌ・ジュリアン）
以前フォントネー侯爵夫人だったころのテレジアとも会っており、その頃は「国王を処刑せよ」というビラをまいていて、それがロベスピエールの目にとまり、気にいられ、彼の仲間になる。
テレジアの馬車に飛び出し、記憶喪失を装い家に居候する。その金髪の美少年ぶりでテレジアから「天使（アンジュ）」というニックネームをもらい、テレジアのことは「悪魔（デモン）」と呼ぶ。
テレジアと親しくなるふりをしながら、彼女のことをロベスピエールに報告していたり、メイドのフルネルやラコンブを投獄させたりもしていた。
テレジアがフルネル達を救おうとマルク・ジュリアンを誘惑しようとする時に現れ、実は二人でマルク・アントワーヌ・ジュリアンで実際は自分が彼に命令をしているということを告げる。
革命の大虐殺で成果をあげても、待遇をよくしてくれないロベスピエールに失望しかかっていた矢先に、テレジアの「救える命は救いたい」「あなたは人の心を失っていない」という言葉に感激して、ついにロベスピエールを裏切りテレジアに通行許可証を出し、逃がそうとし、「テレジアはあなたが逮捕するような女性でない」とロベスピエールに報告書を送るようになる。
ロベスピエール
テレジアの最大の難敵。ミラボーが権力を持っていたころから彼から警戒はされていたが、ミラボーが死去して立憲王政派が失脚すると、革命政府の最高権力者となる。
彼が実権を握るようになると、貴族や富裕層や革命に反対する者はかたっぱしからギロチンにかけられる世の中になり、テレジアを憤慨させる。
派遣議員を地方に送り、反革命の容疑者の処刑をやらせて、派遣議員がやりすぎると今度はその議員のせいにするやり方を取っており、テレジアはこれをタリアンから聞いて、ますますロベスピエールを憎むようになる。
最終話では、幻かもしれないが投獄されているテレジアに、「自分のやってきたことは、長い間虐げられた貧しい民衆のため、そのためには特権階級を皆殺しにするのは当然、自分こそは革命であり正義」と言い放ち、テレジアの「貴族も平民も殺し合わずに話し合えばいい」という意見を「理想論」と吐き捨てる。
その後テルミドールのクーデターで失脚して処刑の直前に「私の革命はこれで終わり、お前の勝ちだテレジア・カバリュス」と彼女を認めている。
サン・ジュスト
ロベスピエールの腹心で、フルネルから「ロベスピエールさんと男色関係？」と揶揄されることも。タリアンら反ロベスピエール派の議員から「彼の演説はその場の雰囲気を支配して皆を丸めこむ」と恐れられるほどの切れ者。この物語ではロベスピエールのように女嫌いではないが、女性を「男を堕落させる力をもっている」と言い放ち、テレジアに警戒をしている。